# Corín Tellado
María del Socorro Tellado López (25 de abril de 1927 - 11 de abril de 2009) foi uma escritora de romances e fotonovelas espanhola. Suas obras foram best-sellers em vários países de língua espanhola, vendendo mais de 400 milhões de cópias.
Em três ou quatro palavras, seus títulos apresentam os dois personagens principais (um homem e uma mulher, como em todos os melodramas) e os conflitos que se ligam por um verbo, sempre expressado como o desejo ou uma necessidade do protagonista.
Muitos dos seus títulos foram publicados em Portugal, nomeadamente pela Agência Portuguesa de Revistas, extinta em 1987, que os tornou conhecidos, tanto em pequeno formato como no de fotonovela.

## Algumas Obras
- Não é verdade (1982);
- Não preciso casar (1982);
- Não quero que volte (1982);
- Não sei se a quero (1982);
- Um dia contigo